# Praia do Gravatá (Florianópolis)

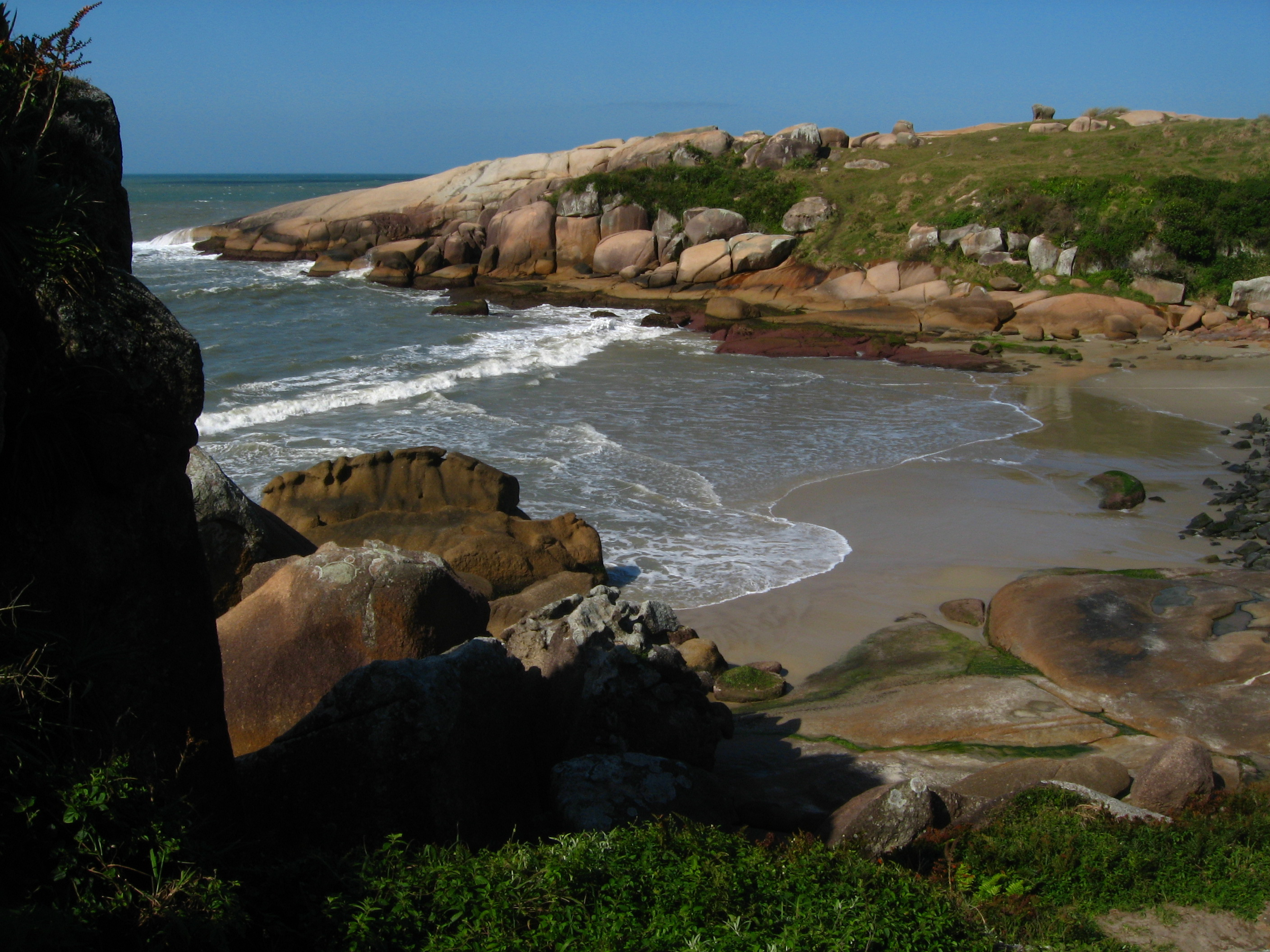
Praia do Gravatá.

A praia do Gravatá é uma praia situado no leste da Ilha de Santa Catarina, entre a praia da Joaquina e a praia Mole, em Florianópolis. A praia é pouco frequentada e de difícil acesso.
Conforme publicado no jornal Diário Catarinense em Junho de 2008, o morro do Gravatá, onde fica a praia, corre o risco de virar um novo e gigantesco empreendimento imobiliário/turístico. No dia 20 de Maio de 2008 foi apresentada uma proposta, em audiência pública na SAL (Sociedade Amigos da Lagoa), para transformar a área em APP (Área de Preservação Permanente, impossibilitando assim a construção no local. De acordo com os votos dos presentes, a proposta passou ser vinculada ao Plano Diretor Participativo do município como demanda.